# Тола, Памела
Памела Тола (род. 15 октября 1981, Руотсинпюхтяа, Уусимаа) — финская актриса и режиссёр.

## Общие сведения
Тола училась в Хельсинкской Театральной академии на актрису и окончила академию мастером театрального искусства в 2008 году. В 2004—2008 годах она работала в Театре Jurkka в Хельсинки. В 2007 году Тола опубликовала книгу «Почему я играю?», которая была частью её театральной диссертации.

## Детство и личная жизнь
В 1990-х годах Толу и её братьев и сестёр поместили в детский дом на год, а затем, после смерти отца и матери, забрали в приемную семью на 8 лет. В 2001 году Тола закончила гимназию Нииниваара в г. Йоенсуу.
Тола училась актёрскому мастерству в Хельсинкской Театральной академии. До поступления в Театральную академию она год училась на социолога и танцовщицу в Университете прикладных наук «Карелия».
Памела Тола была замужем за продюсером Паули Варома с 2008 года. У пары 2 детей, сыновья, первый родился в декабре 2006 года, второй в конце декабря 2008 года.
В августе 2011 года Паули Варома подал на развод с Памелой Тола. Осенью 2015 года Тола вышла замуж за актёра Лаури Тилканена. Весной 2014 года у пары родился сын. Памела Тола — счастливая мама у неё трое замечательных сыновей.

## Частичная фильмография
Как актриса:
- Жемчужины и свиньи (2003)
- Skene/Сцена/ (2004), телевизионный фильм
- Вечная мерзлота (2005)
- Кааша /имя эмигрантки из Сомали/ (2005)
- Красавица и подонок (2005)
- Герой «мыльной оперы» (2006)
- Beverly Hills Chihuohua (2008)
- Лапландская Одиссея (2010)
- Маннергейм (2011)
- Однажды на севере (2012)
- Должно быть это была любовь (2013)
- Только ты (2013)
- Сердце Льва (2013)
- Золотодобытчица (2016)
- Аврора (2019)

Как режиссёр:
- Свингеры (2018)
- Стальные Леди (2020)